# Celano Football Club Olimpia 2010-2011
Questa voce raccoglie le informazioni riguardanti il Celano Football Club Olimpia nelle competizioni ufficiali della stagione 2010-2011.

## Rosa
| N. |                   | Ruolo | Calciatore           |
| -- | ----------------- | ----- | -------------------- |
|    | Italia (bandiera) | A     | Vincenzo Agate       |
|    | Italia (bandiera) | D     | Danilo Bacchi        |
|    | Italia (bandiera) | C     | Paltermio Barbetti   |
|    | Italia (bandiera) | C     | Domenico Bettini     |
|    | Italia (bandiera) | A     | Alessandro Castellan |
|    | Italia (bandiera) | D     | Andrea Ciolli        |
|    | Italia (bandiera) | A     | Nicola Falomi        |
|    | Italia (bandiera) | A     | Andrea Federici      |
|    | Italia (bandiera) | D     | Alessandro Ficorilli |
|    | Italia (bandiera) | A     | Antonio Franchi      |
|    | Italia (bandiera) | C     | Simon Gentili        |
|    | Italia (bandiera) | P     | Stefano Goletti      |
|    | Italia (bandiera) | C     | Marco Granaiola      |

| N. |                   | Ruolo | Calciatore         |
| -- | ----------------- | ----- | ------------------ |
|    | Italia (bandiera) | P     | Luca Liverani      |
|    | Italia (bandiera) | A     | Andrea Luzi        |
|    | Italia (bandiera) | C     | Francesco Marfia   |
|    | Italia (bandiera) | C     | Marcello Mascioli  |
|    | Italia (bandiera) | D     | Luca Olivieri      |
|    | Italia (bandiera) | C     | Matteo Pacella     |
|    | Italia (bandiera) | C     | Stefano Prizio     |
|    | Italia (bandiera) | C     | Simone Rambaudi    |
|    | Italia (bandiera) | D     | Alessandro Rapino  |
|    | Italia (bandiera) | A     | Simone Sabatini    |
|    | Italia (bandiera) | C     | Graziano Villa     |
|    | Italia (bandiera) | A     | Vincenzo Visciglia |